# 1982年の台風
1982年の台風（1982ねんのたいふう、太平洋北西部で発生した熱帯低気圧）のデータ。台風の発生数は25個であった。

## 月別の台風発生数
| 1月 | 2月 | 3月 | 4月 | 5月 | 6月 | 7月 | 8月 | 9月 | 10月 | 11月 | 12月 | 年間 |
| --- | --- | --- | --- | --- | --- | --- | --- | --- | ---- | ---- | ---- | ---- |
|     |     | 3   |     | 1   | 3   | 3   | 5   | 5   | 3    | 1    | 1    | 25   |

## 「台風」に分類されている熱帯低気圧

### 台風1号（メイミー）
198201・01W・アカン

### 台風2号（ネルソン）
198202・02W・ビシン

### 台風3号（オデッサ）
198203・03W

### 台風4号（パット）
198204・04W・クラリン

### 台風5号（ルビー）
198205・05W

### 台風6号（テス-ヴァル）
198206・06W・デリン
合同台風警報センター（JTWC）は、「テス（Tess）」という国際名の熱帯低気圧と「ヴァル（Val）」という国際名の熱帯低気圧を、それぞれ2つの別の熱帯低気圧として解析していたが、気象庁は1つの熱帯低気圧として解析した。

### 台風7号（スキップ）
198207・07W

### 台風8号（ウィノナ）
198208・08W・エマン

### 台風9号（アンディ）
198209・10W・イリアン

### 台風10号（ベス）
198210・11W

### 台風11号（セシル）
198211・12W・ロレン

### 台風12号（ドット）
198212・13W・ミディン

### 台風13号（エリス）
198213・14W・オヤン

### 台風14号（フェイ）
198214・15W・ノーミン

### 台風15号（ゴードン）
198215・16W

### 台風16号（ホープ）
198216・17W・パイン

### 台風17号（アーヴィング）
198217・18W・ルピン

### 台風18号（ジュディ）
198218・19W・スサン

### 台風19号（ケン）
198219・20W・テリン

### 台風20号（ローラ）
198220・21W

### 台風21号（マック）
198221・23W・ウディン
| 順位 | 台風               | 国際名  | 年     | 最大風速 (kt) |
| ---- | ------------------ | ------- | ------ | ------------- |
| 1    | 昭和54年台風第20号 | Tip     | 1979年 | 140           |
| 2    | 平成25年台風第30号 | Haiyan  | 2013年 | 125           |
| 2    | 平成22年台風第13号 | Megi    | 2010年 | 125           |
| 2    | 昭和57年台風第10号 | Bess    | 1982年 | 125           |
| 5    | 令和3年台風第2号   | Surigae | 2021年 | 120           |
| 5    | 令和2年台風第19号  | Goni    | 2020年 | 120           |
| 5    | 平成28年台風第14号 | Meranti | 2016年 | 120           |
| 5    | 平成3年台風第28号  | Yuri    | 1991年 | 120           |
| 5    | 平成2年台風第19号  | Flo     | 1990年 | 120           |
| 5    | 昭和61年台風第3号  | Lola    | 1986年 | 120           |
| 5    | 昭和60年台風第22号 | Dot     | 1985年 | 120           |
| 5    | 昭和59年台風第22号 | Vanessa | 1984年 | 120           |
| 5    | 昭和58年台風第5号  | Abby    | 1983年 | 120           |
| 5    | 昭和57年台風第21号 | Mac     | 1982年 | 120           |
| 5    | 昭和56年台風第22号 | Elsie   | 1981年 | 120           |
| 5    | 昭和55年台風第19号 | Wynne   | 1980年 | 120           |
| 5    | 昭和53年台風第26号 | Rita    | 1978年 | 120           |

### 台風22号（ナンシー）
198222・24W・ウェリン

### 台風23号（オーウェン）
198223・26W

### 台風24号（パメラ）
198224・27W・アニン

### 台風25号（ロジャー）
198225・28W・ビダン